# Joop Klant

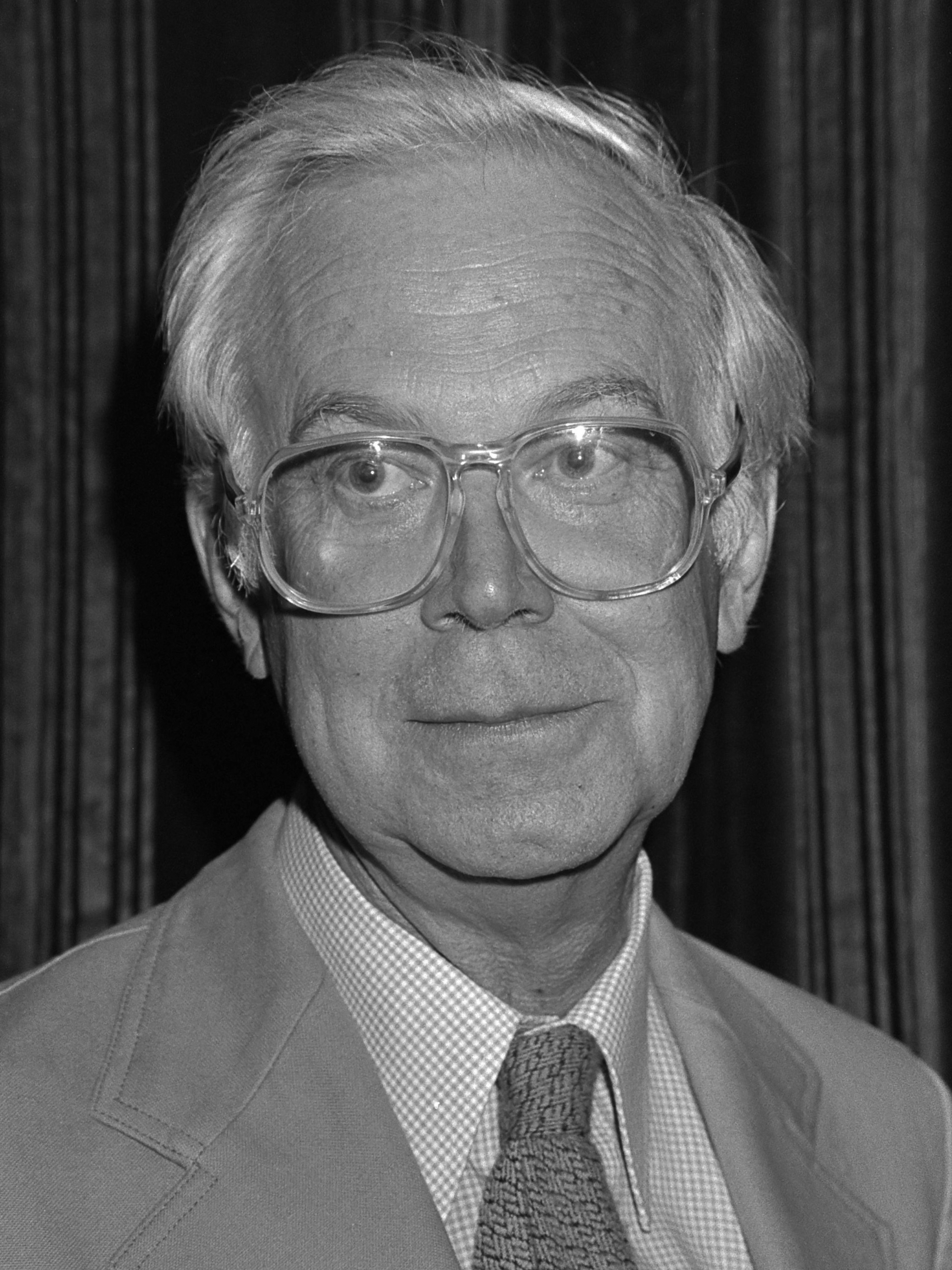
Joop Klant

Johannes Jacobus (Joop) Klant (Warmenhuizen, 1 maart 1915 – Amsterdam, 26 december 1994) was een Nederlands econoom, prozaschrijver en hoogleraar staathuishoudkunde aan de Universiteit van Amsterdam.

## Levensloop
Zijn ouders waren Pieter Klant en Geertje de Moor. Hij studeerde economie aan de Universiteit van Amsterdam. Eind jaren dertig brak hij zijn studie af om zijn overleden vader, die betaalmeester van de groenteveiling in Warmenhuizen was geweest, op te volgen. In 1955 voltooide hij alsnog zijn studie economie. In 1973 promoveerde Klant op het proefschrift "Spelregels voor Economen". Deze methodologische verhandeling trok veel aandacht en werd in 1978 onderscheiden met de Kluwerprijs.
Na zijn studie economie te Amsterdam werkte hij als statisticus bij het Rijksbureau voor Bouwmaterialen in Amsterdam. Vlak na de Tweede Wereldoorlog vertrok Klant naar Zuid-Afrika, waar hij acht jaar werkte als statisticus in Pretoria. Terug in Nederland werkte hij o.a. op de Studiedienst van de Nederlandsche Handel-Maatschappij, de latere ABN.
Vanaf 1966 was hij lector en vanaf 1975 gewoon hoogleraar staathuishoudkunde aan de Universiteit van Amsterdam. Klant stond hier in 1975 aan de wieg van de vakgroep Geschiedenis en Methodologie van de Economische Wetenschap, tegenwoordig de History & Methodology of Economics (HME) groep.
Klant publiceerde in 1946 de roman De geboorte van Jan Klaassen, waarin ironiserend en allegoriserend de tegenstelling dichter – burger aan de orde wordt gesteld. In 1947 kreeg hij voor deze roman de Lucy B. en C.W. van der Hoogtprijs van de Maatschappij der Nederlandse Letterkunde. In zijn latere leven hield hij altijd contact met 'de letteren', als voorzitter van het Fonds van de Letteren en als penningmeester van De Bezige Bij.
In 1993 ontving hij de Akademiepenning van de Koninklijke Akademie van Wetenschappen, samen met Arie Pais. In hetzelfde jaar werd Klant ook onderscheiden met de Pierson Penning, ditmaal samen met Theo Stevers.

## Persoonlijk leven
Zijn zus Sabeth Klant was een prominente voorvechtster in de tweede feministische golf. Ze was o.a. penningmeester van Wij Vrouwen Eisen. Klant trouwde in 1948 in Pretoria met Anna Joana (Jacqueline) Faijan Vlielander Hein (1911-1989), lid van de familie Hein en dochter van Benjamin Marius Faijan Vlielander Hein (1887-1959) en Anna Josenhans (1889-1961).